# Thayngen
Thayngen je obec v kantonu Schaffhausen v německy mluvící části Švýcarska. Žije zde přibližně 5 500 obyvatel.

## Geografie

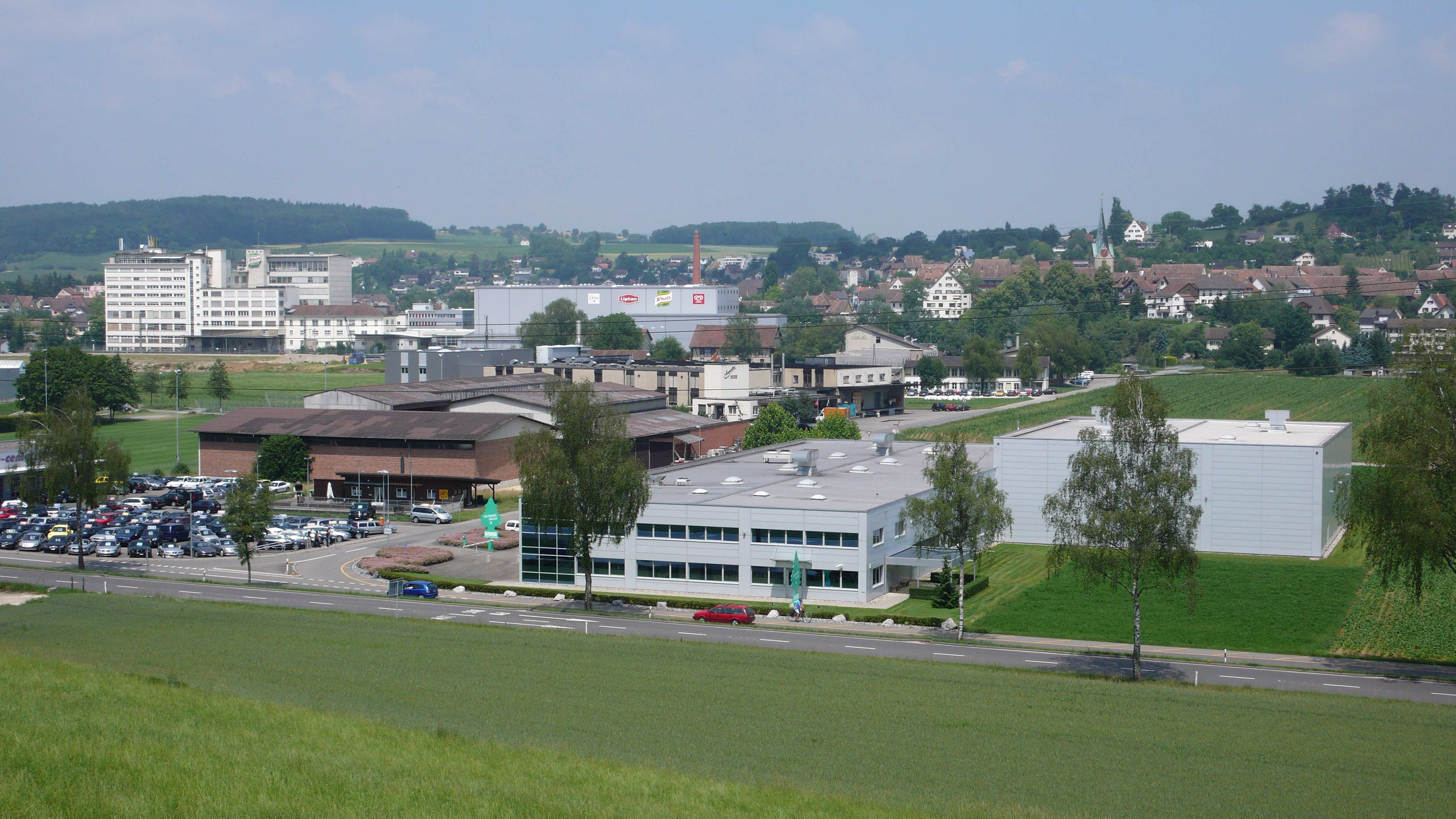
Celkový pohled na Thayngen

Thayngen se nachází v oblasti Reiat, severovýchodně od města Schaffhausen. Údolí Thayngenu tvoří malá říčka Biber. Na severní straně se nad obcí ve výšce asi 550 m n. m. tyčí vrchol Chapf.
Zvláštností území Thayngenu je, že má delší hranici s Německem (12 km) než spojení se zbytkem Švýcarska (7 km).
Thayngen sousedí se švýcarskými obcemi Büttenhardt, Dörflingen, Lohn, Stetten a městem Schaffhausen.

## Historie

Letecký pohled (1958)

V lokalitách Kesslerloch a Weier byly nalezeny archeologické nálezy z pravěku. První zmínka o obci pochází z roku 995 pod názvem Togingen. Vlastníky pozemků v Thayngenu byly kláštery St. Blasien a Petershausen. Nižší soudní pravomoc vykonávali páni ze Stoffelnu a Blumeneggu. Ti v roce 1359 prodali své nároky rodu Hün von Beringen, který je sňatkem převedl na rody Im Thurn a von Fulach. V roce 1580 rod von Fulach postoupil svá práva městu Schaffhausen. Již v roce 1460 přešly pravomoci rodu von Stoffeln na město, přičemž právní spory o nižší příslušnost pokračovaly až do roku 1565. Vyšší soudní pravomoc připadla v roce 1465 Rakousku prostřednictvím hrabat z Nellenburgu-Veringenu a baronů z Tengenu, kteří ji v roce 1723 definitivně prodali městu Schaffhausen. Kostel, poprvé zmiňovaný v roce 1157, vyhořel během bitvy ve Švábské válce v roce 1499 a v roce 1504 byl znovu postaven. Patronátní práva byla v roce 1243 převedena z kláštera svatého Blasiena na katedrální kapitulu v Kostnici, kde zůstala i přes reformaci až do roku 1803. Katolická farnost Thayngen, založená v roce 1931, se v roce 1952 přestěhovala do nové církevní budovy. Svobodná evangelická církev působí v Thayngenu od roku 1902.
Ještě v roce 1820 patřil Thayngen s více než 110 hektary vinic k největším vinařským oblastem kantonu. V důsledku konkurence z jižního Německa, poškození vinných rostlin fyloxéry a industrializace se plocha vinic do roku 1976 zmenšila na 2 ha; v roce 2008 pak znovu činila 10 ha. Dvě třetiny rozlohy obce jsou využívány pro zemědělství. Napojení na železnici v roce 1863 znamenalo počátek industrializace, která je pro Thayngen charakteristická dosud (54 % pracovních míst ve 2. sektoru v roce 2005). V roce 1907 převzala firma Knorr prázdné prostory obuvnické továrny Stengelin, Hosch & Co, která byla uzavřena v roce 1904. Po první světové válce zde zřídila vlastní výrobní závody a ještě na počátku 21. století byla nejvýznamnějším zaměstnavatelem v Thayngenu (jako součást skupiny Unilever). Celní úřad Thayngen-Bietingen je druhým největším na německo-švýcarské hranici.

## Obyvatelstvo
| Rok            | 1850 | 1860 | 1888 | 1900 | 1910 | 1930 | 1950 | 1970 | 1980 | 1990 | 2000 | 2020 |
| Počet obyvatel | 1252 | 1233 | 1284 | 1508 | 1760 | 2070 | 2461 | 3640 | 3751 | 3773 | 3906 | 5608 |

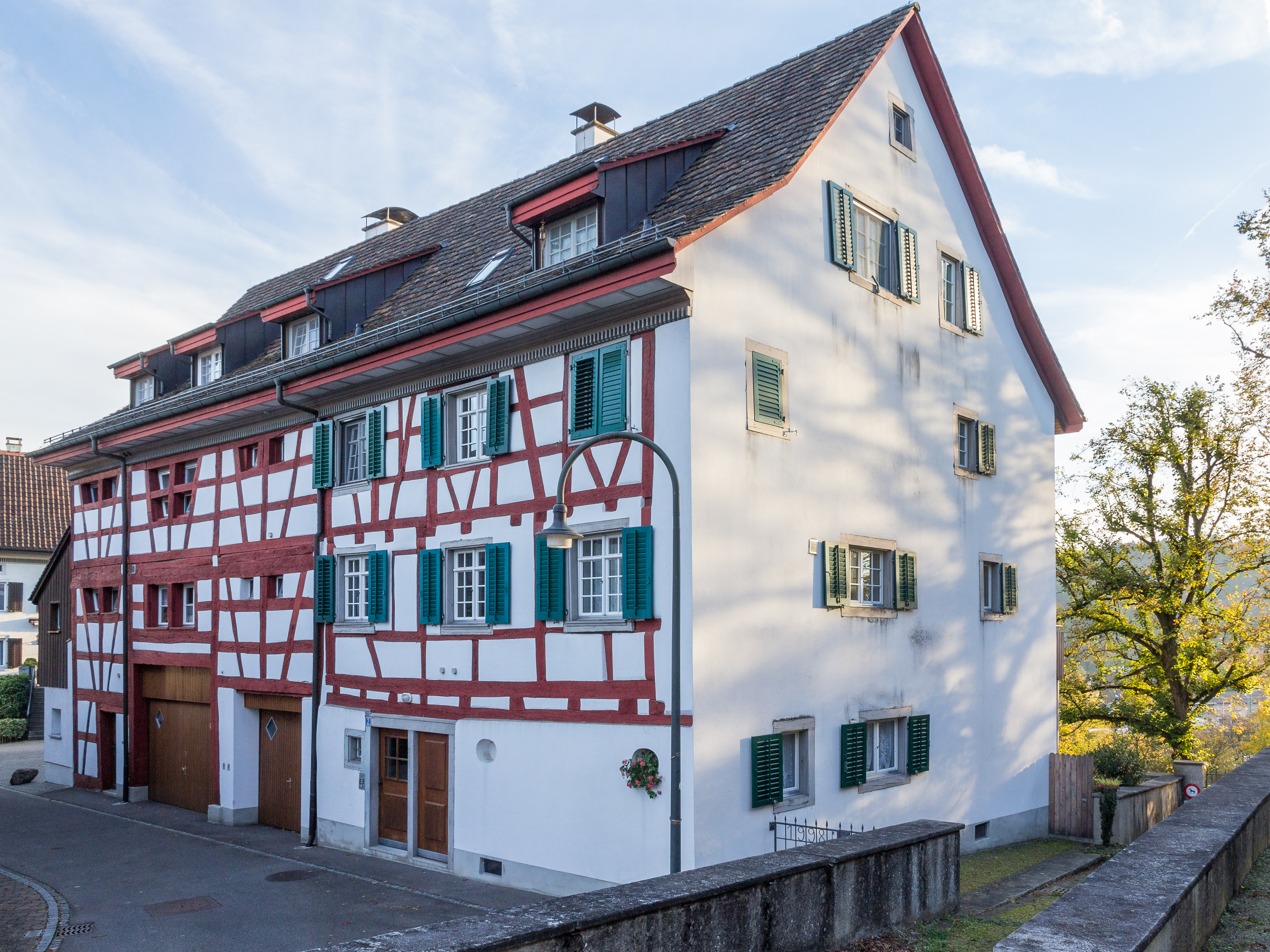
Tradiční architektura obce

Z 5151 obyvatel obce k 31. prosinci 2013 bylo 1057 cizích státních příslušníků (20,5 %). Počet různých národností není statisticky evidován.
Thayngen je německy mluvící obcí; 90,25 % obyvatel má němčinu jako mateřský jazyk. Nejčastějšími jazyky přistěhovalců jsou italština (3,11 %) a srbochorvatština (1,99 %).

## Hospodářství

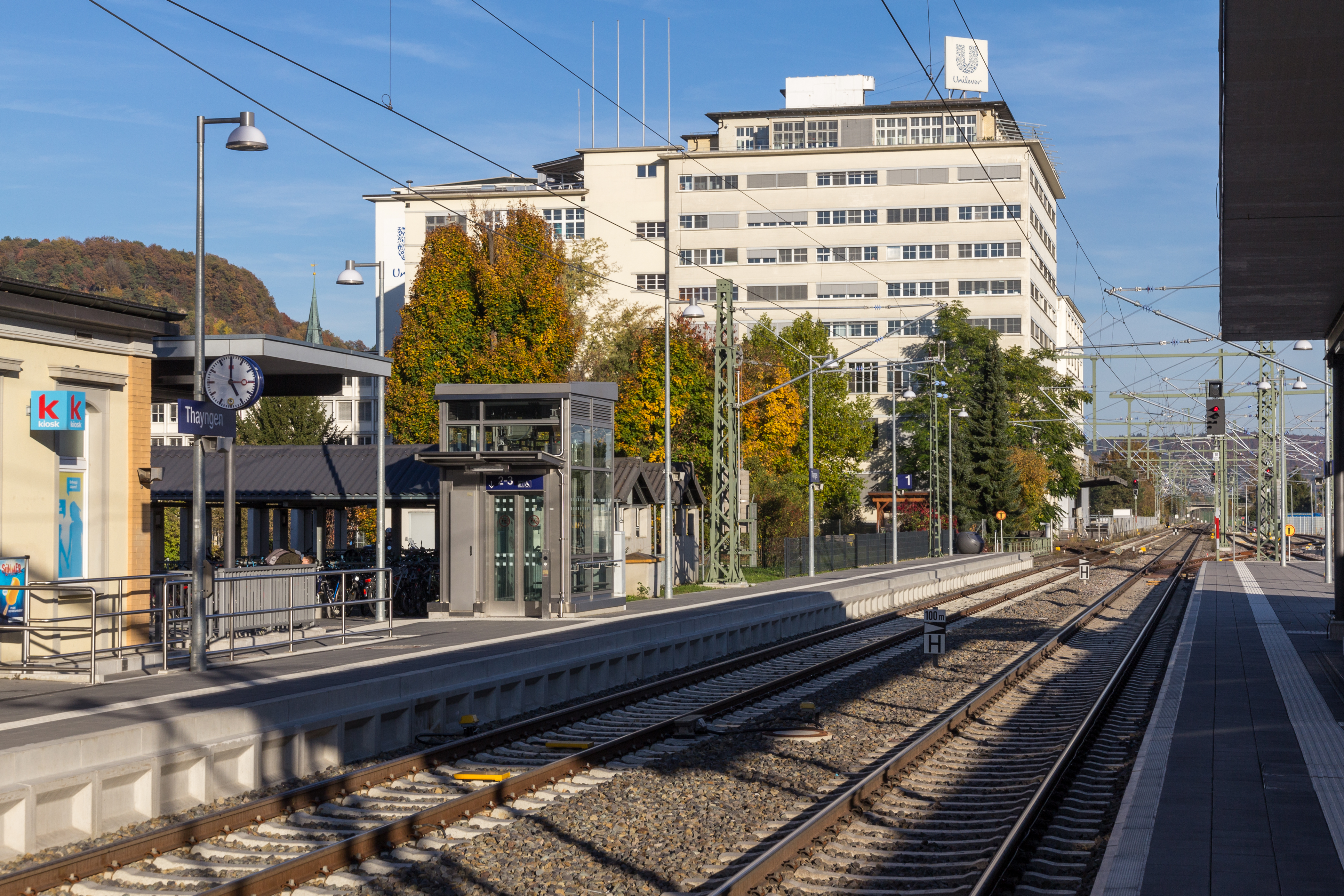
Továrna Unilever nad železniční stanicí Thayngen

Nejvýznamnějším zaměstnavatelem v obci je Unilever Switzerland, mateřská společnost Knorr Nährmittel AG. Dalšími významnými zaměstnavateli jsou tiskárna Augustin, výrobce průmyslové keramiky Metoxit, výrobce tamponových tiskařských strojů Teca-Print AG a Rieker Schuhe. V Thayngenu sídlí také velké množství obchodních a servisních firem. Ještě před několika lety se v Thayngenu nacházela také cementárna Holcim, založená v roce 1910 (dříve známá jako cementárna na portlandský cement), která byla v roce 2003 uzavřena a částečně zdemolována.
V Thayngenu je několik vinařství a farem. Vinařství zde má dlouhou tradici a specialitou je pěstování vinné révy tzv. stylem stickel. Jedná se o individuální způsob pěstování pomocí dřevěných kůlů, který je velmi náročný na pracovní sílu. Pěstuje se zde převážně Rulandské modré, je zde několik speciálních lokalit orientovaných na jih, z vinic chráněných před severními větry se vyrábí víno Thaynger Reiatwein. Pěstitelské oblasti jsou součástí vinařského regionu Schaffhauser Blauburgunderland.

## Doprava
Thayngen leží na evropské silnici E41/E54 ze Schaffhausenu do Singenu. Dalšími silničními spojeními jsou hlavní silnice 146 do Bibernu a Hofenu a hlavní silnice 15 do Schaffhausenu, která je od vybudování kantonální dálnice Mutzentäli (dálnice A4) málo využívaná. Druhá jmenovaná silnice je výhodnějším spojením pro téměř všechny cesty v tomto směru. Do Dörflingenu vede vedlejší silnice.
Thayngen je spojen veřejnou dopravou prostřednictvím železniční stanice na úseku mezi Schaffhausenem a Singenem na trati Hochrheinbahn (Basilej – Singen – Kostnice). Existuje zde také přímé spojení S-Bahn (linka S24) na trase Winterthur – letiště Curych – Curych – Thalwil – Baar – Zug.